# Гипервидео
Гипервидео, или hyperlinked video, это отображаемый видеопоток содержащий активные (кликабельные) зоны
, позволяющие переходить между фрагментами видео и другими гипермедиа элементами. Гипервидео, в этом смысле, аналогично гипертексту, который позволяет читателю нажав на слово в документе получить информацию из другого документа, или из другого места в этом же документе. Это то, что делает из гипервидео нелинейную информационную структуру, и даёт пользователям возможность выбора основанную на содержании видео и интересах пользователя.
Принципиальная разница между гипервидео и гипертексом — изменение во времени.
Текст, как правило, статичен, а видео обязательно динамично, содержание
видео меняется со временем. Следовательно, гипервидео имеет различные особые технические,
эстетические требования, и требованик к способу изложению по сравнению со статичной страницей гипертекста. Например, в гипервидео может быть создана ссылка связанная с объектом в видео,
который присутствует в кадре не на всём протяжении видео, а только в определённый момент времени.
Поэтому, чтобы ссылкой привязать этот момент видео или объект присутствующий в этот момент в кадре к другой информации нужно добавить определённые метаданные.